# Кинематограф Финляндии

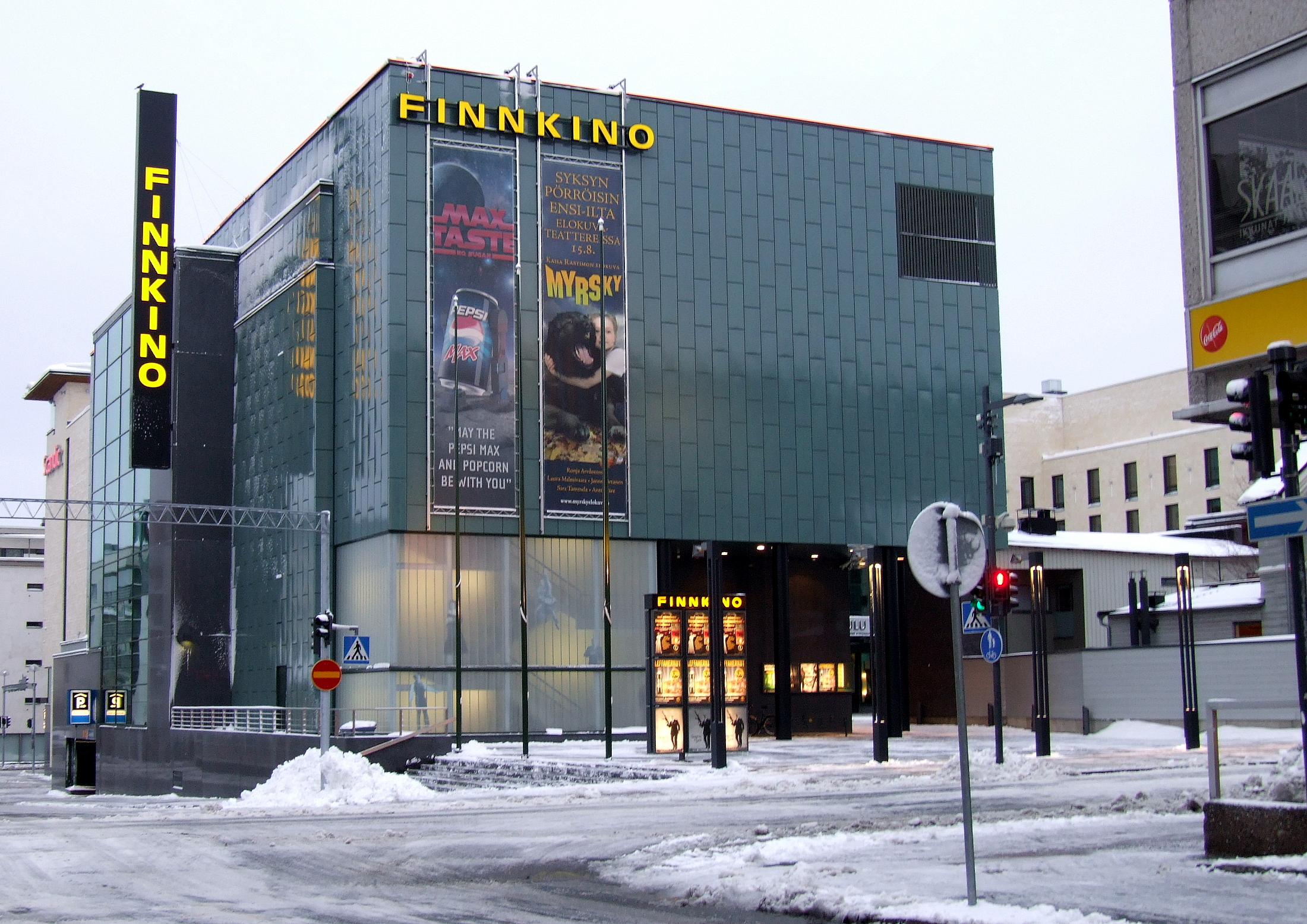
Finnkino Plaza в городе Оулу

Кинематограф Финляндии (фин. Suomalainen elokuva, швед. Film i Finland) — кино-, мультипликационная и кинодокументальная индустрия в Финляндии.

## История
Финское кино имеет долгую историю, начало которой было положено первым публичным показом, который состоялся в стране в 1896 году. Тогда братья Люмьер начали показывать фильмы в Хельсинки. К концу XIX века знакомство с кинематографом состоялось во всех уголках страны, и, естественно, появилась нужда в отечественном кинопроизводстве. Потребовалось более десяти лет, прежде чем первый финский фильм «Тайные самогонщики»  (фин. Salaviinanpolttajat) К. Стольберга был снят и показан в 1907 году. После этих первых шагов развитие финского кинематографа значительно замедлилось. После 1907 года было два периода (1909—1911 и 1917—1918), когда финские фильмы вообще не производились. Отчасти это было вызвано внутренней политической ситуацией (Финляндия тогда входила в состав Российской империи), а отчасти — влиянием внешнеполитических факторов.

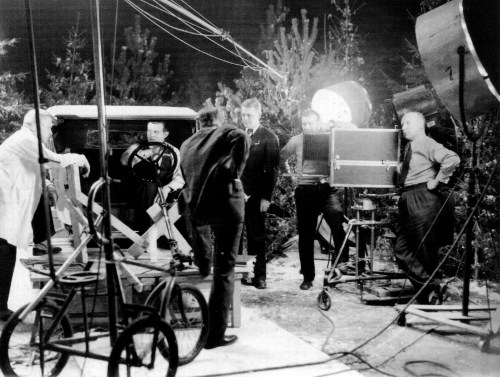
В 1936 году

В 1917 году Финляндия стала независимой страной, а в 1918 году в стране началась тяжелая гражданская война. Финская киноиндустрия возродилась только в 1930-х годах, и за десять лет превратилась в масштабную фабрику развлечений. В ноябре 1939 году Вторая мировая война снова практически остановила развитие финского кино, однако в ходе войны все-таки вышло несколько фильмов, которые позже стали классикой. Эти фильмы, к примеру, «Вальс бродяги» (фин. Kulkurin valssi, 1941) и серия фильмов о семье Суоминена: «Семья Суоминенов» (фин. Suomisen perhe, 1941); «Уловка Олли Суоминена», фин. Suomisen Ollin tempaus, 1942; «Художники Суоминена», фин. Suomisen taiteilijat, 1943; «Олли Суоминен влюбляется» (фин. Suomisen Olli rakastuu, 1944); «Олли Суоминен вызывает недоумение» (фин. Suomisen Olli yllättää, 1945); «Снова мы встречаемся с семьёй Суоминенов» (фин. Taas tapaamme Suomisen perheen, 1959). Большинство фильмов военных лет принадлежали комедийному и романтическому жанру. Самыми известными актёрами того времени были Тауно Пало и Анса Иконен, которые держались на гребне успеха до конца 1950-х годов. Самым знаменитым фильмом стала кинокартина режиссёра Эдвина Лайне «Неизвестный солдат» (фин. Tuntematon sotilas, 1955), поставленная по одноимённому роману Вяйне Линны. «Неизвестный солдат» до сих пор является самым популярным фильмом, шедшим в кинотеатрах Финляндии.

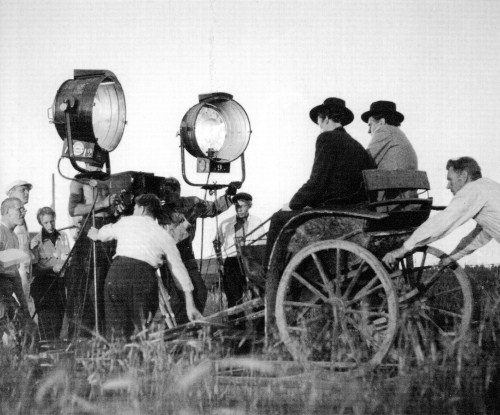
В 1946 году

Постепенно политическая ситуация стабилизировалась, финское общество и его культурная жизнь начали интенсивно развиваться. Производство фильмов значительно выросло, и кинематограф стал важной частью жизни финского общества. Кульминация этого развития наступила вскоре после немого кино, на рубеже 1940—1950-х годов, когда три крупные студии стали один за другим производить фильмы и сражаться за зрителя. В 1950-е годы международное признание завоевали кинокартины «Белый олень» (1953, режиссёр Э. Бломберг), «Молочница Хилья» (1953, режиссёр Т. Сярккя), «Неизвестный солдат» (по роману В. Линны, 1955, режиссёр Э. Лайне), «Иосэппи из Рюсаранта» (1955, режиссёр Р. Хельстрём; в прокате СССР — «Сухой закон»), «Красная линия» (1959, режиссёр М. Кассила). В 1952 году основан Союз киноработников Финляндии.
Когда в 1960-х годах произошли общественные изменения, отчасти из-за новых политических тенденций, а отчасти из-за появления новых форм досуга, таких как телевизор, привлекательность фильмов стала сходить на нет, практически все студии были закрыты, а фильмы приобрели отчётливое политическое звучание или стали слишком эстетически сложными для массового зрителя. Постепенно промышленное производство кино стало считаться уходящей натурой. В этот период вышли фильмы молодых режиссёров — Р. Ярвы («Дневник рабочего», 1967, «Бензин в жилах», 1970), М. Курквара («Война крыс», 1968), М. Нисканен («Восемь смертельных пуль», 1972), Э. Кивикоски («Неукротимые братья», 1969, в прокате СССР — «Братья»; «Выстрел на заводе», 1973) и др. Ряд экранизаций осуществлен режиссёр Э. Лайне (по произведениям В. Линны — «Здесь, под северной звездой…», 1968, «Аксели и Элина», 1970, и др.). Самым плохим годом в истории кинематографа Финляндии стал 1974, когда были сняты только две новых кинокартины. Некоторые режиссёры были против такого хода событий и продолжали снимать кино для широкого зрителя, открытое для суровой критики,однако пользовавшееся широким успехом. Один из таких режиссёров — Пертти Пасанен. Для него производство фильмов было частью образа жизни. Он снимал очень быстро и работал с постоянным актёрским и творческим коллективом.
Положение кинематографа в 1980-х годов было нестабильным. С одной стороны, именно в это время финские фильмы достигли международного успеха. Ренни Харлин начал голливудскую карьеру и стал режиссёром крупных кинопроектов. Братья Каурисмяки также добились международного признания. Кинокартины Аки Каурисмяки завоевали особую популярность во Франции и Германии, а его фильмы были отмечены наградами многих кинофестивалей: например, на Каннском кинофестивале фильм «Человек без прошлого» (фин. Mies vailla menneisyyttä, 2002) получил Гран-при и стал, вероятно, самым признанным финским фильмом. В 1980-е годы кинопроизводство было достаточно активным, но средние показатели популярности фильмов были не на высоте.

## Современное положение
Интерес к финским фильмам возродился только в 1990-е годы, частично под влиянием нового поколения кинематографистов, которые привнесли новые идеи, отчасти потому, что коммерческие кинопроекты начали получать поддержку со стороны правительственных фондов.
В 2000-е годы некоторые фильмы и режиссёры добились международного успеха, и многие фильмы получили хорошие отзывы зрителей и критиков. Сегодня ежегодно производится около 15-20 финских полнометражных художественных фильмов, а финский кинематограф осваивает новые формы под влиянием таких жанров, как боевик и уся.
В 2014 году короткометражный фильм «Почему всё должна делать я?» финского режиссёра Селмы Вилхунен был номинирован на премию Оскар.

## Мультипликация
Первые финские мультипликационные фильмы были созданы в 1910-х — 1920-х годах отдельными художниками, например, Эриком Васстрёмом, но сохранились лишь в отдельных рисунках. Они представляли собой рекламные ролики и познавательные мультфильмы. С годами распространились различные техники мультипликации, но самой популярной и самой дешевой техникой была аппликация.
На сегодняшний день, самый старый из сохранившихся мультфильмов — это работа режиссёра Ялмара Эдварда Лёфвинга «Несколько метров ветра и дождя» (фин. Muutama metri tuulta ja sadetta), представленная зрителю в 1932 году.
Первый полнометражный финский мультфильм «Семеро братьев» был выпущен в конце 1970-х годов, но самые большие изменения в сфере мультипликации произошли на рубеже XX и XXI веков, когда прорыв компьютерной мультипликации совпал с началом обучения искусству мультипликации в Турку.
Успехи в создании компьютерных и мобильных игр также отражаются на мультипликационной отрасли Финляндии. Наряду с отдельными мультипликаторами возникли целые студии, в которых работают десятки человек. Мультфильмы занимают 4,8 % от всего финского кинематографа.

## Кинопрокат
Всего в стране на 2011 год расположено 283 кинотеатра. Крупнейшей сетью кинотеатров Финляндии владеет компания Finnkino, образованная в 1986 году. Билеты стоят от пяти  до десяти евро.
Иностранные фильмы, как и в остальных скандинавских странах, демонстрируются с субтитрами, а не в дубляже, как в России.